# Horst Jura
Horst Jura (* 16. März 1937 in Plauen; † 4. Oktober 2000 ebenda) war ein deutscher Fußballspieler. In der höchsten Spielklasse des DDR-Fußballs, der Oberliga, spielte er für die BSG Motor Zwickau und den Namensnachfolger Sachsenring. Er gewann zweimal den ostdeutschen Pokal und war B- und Nachwuchsnationalspieler für den DFV.

## Sportliche Laufbahn

### Vereins- und Gemeinschaftsstationen
Als sechsjähriger Schüler begann Horst Jura 1943 beim kleinen Verein VfB Plauen Fußball zu spielen. Das Ende des Zweiten Weltkriegs und die Nachkriegszeit unterbrachen seine fußballerischen Aktivitäten. Erst 1947 gründete sich der inzwischen durch die sowjetische Besatzungsmacht aufgelöste VfB als SG Plauen Nord neu, später ersetzt durch die BSG Empor Plauen. Jura spielte dort noch bis 1956, beendete seine Lehre zum Kfz-Schlosser und wechselte zu Beginn der Saison 1957 zum Ortsrivalen Wismut Plauen, der in der damals viertklassigen Bezirksliga Karl-Marx-Stadt spielte. Bereits ein Jahr später, zu Beginn der Saison 1958, übernahm der Oberligist Motor Zwickau den talentierten Stürmer.
In Zwickau war Jura inzwischen zum Stammspieler herangewachsen. Am 1. Mai 1963 feierte er als Mittelstürmer mit dem 3:0-Sieg über Chemie Zeitz im Endspiel um den DDR-Fußballpokal seinen ersten großen Erfolg. Diesen Titelgewinn konnte er am 30. April 1967 mit dem 3:0-Sieg über Hansa Rostock wiederholen, diesmal als zentraler Mittelfeldspieler. Nach zwölf Jahren nahm Jura Abschied von der DDR-Oberliga, in der er für Zwickau 252 Punktspiele bestritten hatte. Damit nimmt er in der Zwickauer Rangliste Platz 6 ein. Mit seinen 58 Oberligatoren rangiert Jura in der Sachsenring-Erstligahistorie auf dem 4. Platz. Neben den Oberligaspielen nahm Jura auch an allen vier Spielen der Zwickauer im Europapokal, jeweils im Cup der Pokalsieger, im Zeitraum zwischen 1963 und 1967 teil.

### Auswahleinsätze
Auch bei den Verantwortlichen für die DDR-Nachwuchsauswahl war Horst Jura durch seine Leistungen in Zwickau rasch ins Blickfeld gerückt. Am 28. Juni 1958 wurde er erstmals in einem Länderspiel der DFV-U-23 eingesetzt (DDR – Polen 3:3). War er im ersten Spiel noch Einwechselspieler, so war er im darauffolgenden Spiel gegen Rumänien (1:0) von Beginn an dabei. Am 1. Mai 1959 bestritt Jura sein drittes und letztes Nachwuchsländerspiel gegen Ungarn (0:2), in dem er gegen den Rostocker Werner Drews ausgetauscht wurde. Sein letztes internationales Auswahlspiel war am 15. April 1961 ein Einsatz für die DDR-B-Nationalelf gegen Ungarn (0:1), bei dem er für den Jenaer Helmut Müller auf den Platz geschickt wurde.

## Weiterer Werdegang
Nach seiner Laufbahn als aktiver Fußballspieler war Horst Jura als Trainer tätig. Zunächst arbeitete er im Trainingszentrum Zwickau, danach von 1971 bis 1973 als Trainer der Juniorenmannschaft von Sachsenring Zwickau. Danach trainierte er von 1973 bis 1980 die Bezirksligamannschaft von Union Freiberg, 1980 bis 1982 war er Trainer bei der BSG Motor Brand-Langenau. 1986 kehrte Jura nach Plauen zurück, wo er am 4. Oktober 2000 an den Folgen von Lungenkrebs starb.